# Commentario
I commentarii (forma nominativo plurale del sostantivo latino "commentarius, i", traslitterato in italiano «commentario») sono degli scritti attraverso i quali, dalla fine del II secolo a.C., venivano narrate le proprie gesta da parte di chi aveva compiuto imprese ritenute memorabili come pretori, censori, consoli, generali vittoriosi.

## Nell'età antica
I commentari non rientravano per gli antichi fra le opere appartenenti al genere storiografico, che richiedeva un progetto letterario vero e proprio; erano solo materiali in forma di diario da cui trarre eventualmente una vera e propria historia.

### ICommentariidi Giulio Cesare

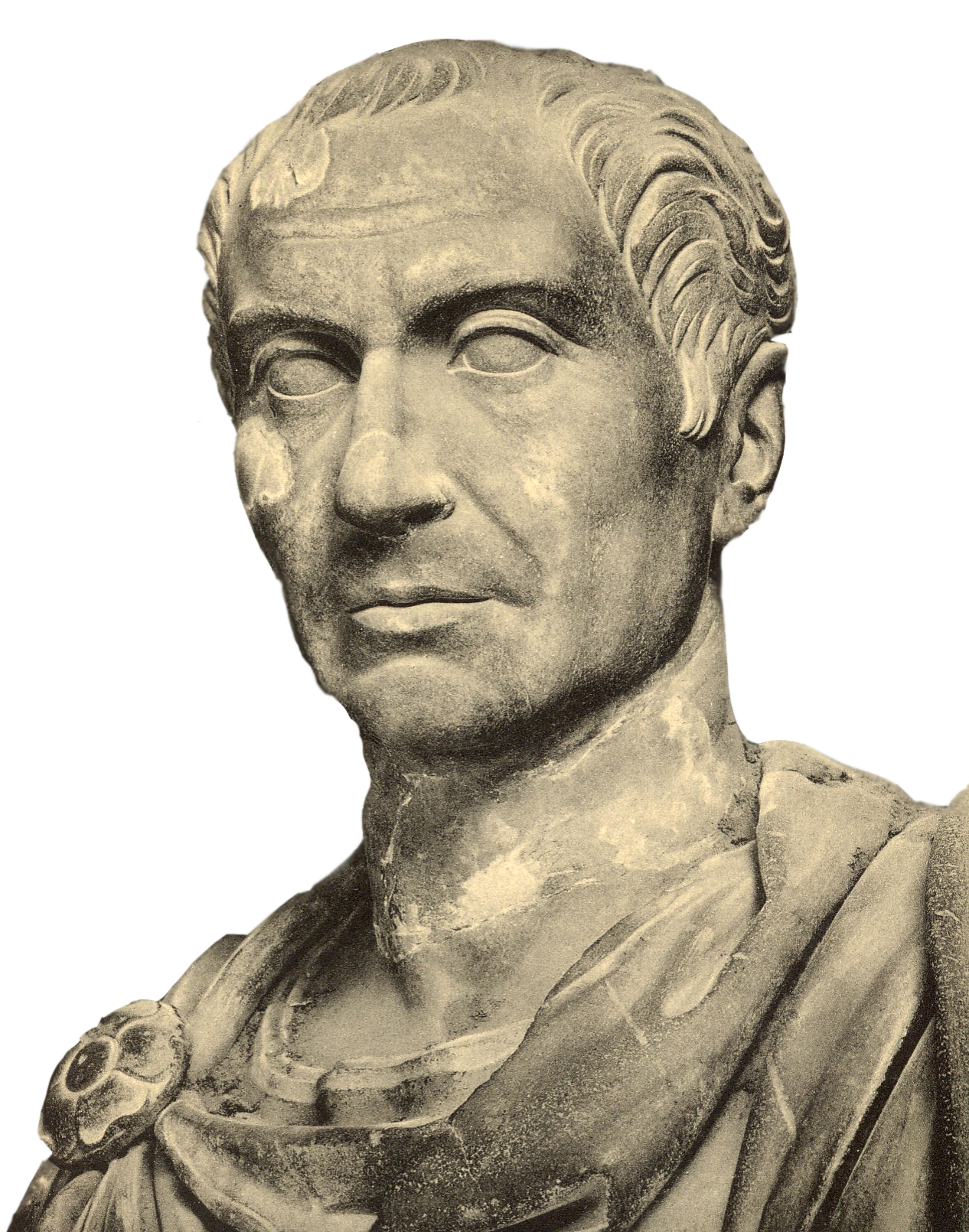
Giulio Cesare

Con molta probabilità Cesare, nel mettere insieme i materiali riguardanti le due guerre da lui condotte, li rielaborò in vista di una loro pubblicazione.
Sono due i Commentarii di Cesare: il De bello Gallico e il De bello civili, la cui veridicità già alcuni antichi misero in discussione. Riguardo alla guerra gallica, i suoi avversari lo accusavano di aver condotto una campagna inutile e costosa sia in termini economici che di vite umane mosso dalla sola ambizione di potere; riguardo alla guerra civile con Pompeo, l'accusa era di averla scatenata non per difendere la legalità, come egli sosteneva, ma i propri interessi.
Le opere scritte per raccontarle avrebbero avuto solo intenti propagandistici, per giustificare il proprio operato.

## In età medioevale

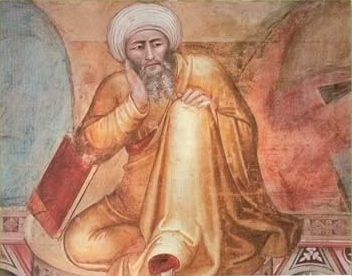
Averroè

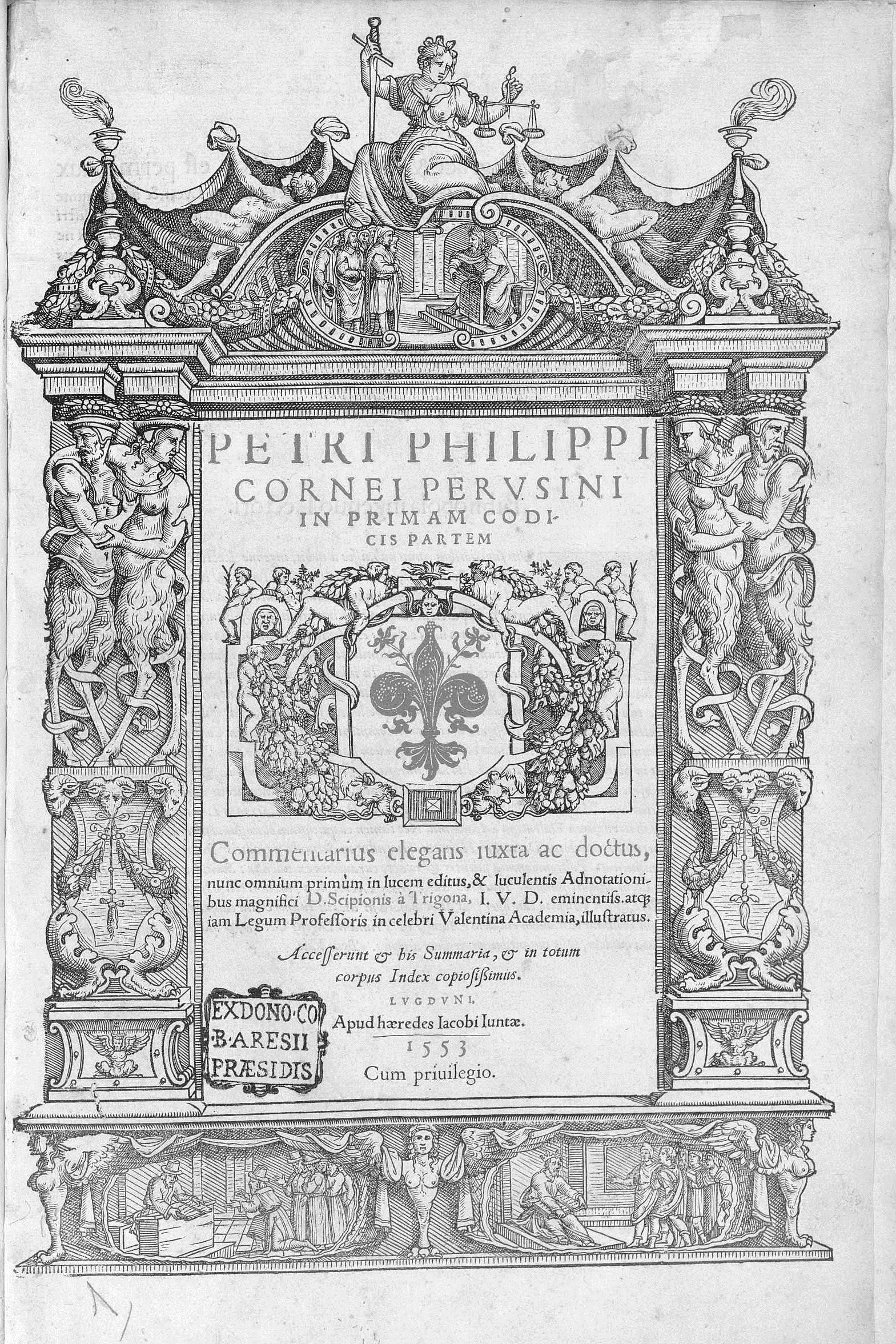
Pier Filippo Corneo, In primam Codicis partem commentarius, 1553

In età ellenistica e successivamente medioevale, il termine commentario passò a designare anche un lungo ed erudito commento riguardante un'opera di particolare importanza, specialmente dell'antichità: esso consisteva quindi in un'interpretazione o esegesi dell'opera trattata per renderla accessibile ai contemporanei. Ad esempio il filosofo arabo Averroè compose un poderoso Commentario ai libri di Aristotele, che lo rese noto nell'Europa cristiana.
Commentari sono anche chiamate le memorie dello scultore fiorentino Lorenzo Ghiberti, una delle fonti primarie più antiche sul Rinascimento.
Nel Quattrocento, nell'ottica di una massiccia ripresa di generi letterari (e relativi modelli) classici, spiccano i Commentari di  papa Pio II, in 12 libri.